# Niezawisłość sędziowska
Niezawisłość sędziowska – konstytucyjna zasada wymiaru sprawiedliwości, zgodnie z którą sędzia rozstrzygając sprawę podlega wyłącznie Konstytucji i ustawom, nie podlega żadnym naciskom i żadnym zależnościom z zewnątrz, szczególnie ze strony władzy wykonawczej. Niezawisłość jest niezależnością sędziego w orzekaniu, nie oznacza natomiast braku podporządkowania służbowego. Wymaga jednakże, aby kontrola prawidłowości orzeczenia należała wyłącznie do innego sądu i odbywała się w trybie określonym prawem.
Według Trybunału Konstytucyjnego na niezawisłość sędziowską składają się następujące elementy:
- bezstronność w stosunku do uczestników postępowania,
- niezależność wobec organów (instytucji) pozasądowych,
- samodzielność sędziego wobec władz i innych organów sądowych,
- niezależność od wpływu czynników politycznych, zwłaszcza partii politycznych,
- wewnętrzna niezależność sędziego[3].

Dbałość o niezawisłość sędziów i niezależność sądów uzasadnia się interesem ogółu społeczeństwa. Ma ona zapewniać stabilność w wykonywaniu funkcji wymiaru sprawiedliwości bez względu na zmiany, jakie mogą zachodzić w organach władzy ustawodawczej i wykonawczej.

## Gwarancje niezawisłości

### Nieusuwalność z urzędu
Sędzia w Polsce powoływany jest na urząd dożywotnio, można go pozbawić tego stanowiska wyłącznie orzeczeniem sądu.
Nieusuwalność sędziego i dożywotnie powołanie gwarantuje, że sędzia będzie niezależny od nacisków z zewnątrz, mogąc nieskrępowanie orzekać zgodnie z własnym sumieniem, wskazaniami wiedzy, doświadczeniem życiowym oraz literą prawa. Sędzia może być pewny, iż nawet jeśli wyda wyrok niekorzystny bądź dla organów władzy wykonawczej czy ustawodawczej, bądź dla osób wpływowych, nie zostanie usunięty za to z urzędu.
Dożywotnie powołanie, rozumiane jako niekadencyjność, gwarantuje również, iż sędzia swoimi orzeczeniami nie „pracuje na kolejną kadencję”, czyli nie wydaje rozstrzygnięć, które miałyby zaskarbić mu poparcie.

### Nieprzenoszalność
Aby środkiem nacisku na sędziego nie była groźba przeniesienia na inne stanowisko lub do innej siedziby, Konstytucja gwarantuje, że przeniesienie takie może odbyć się tylko za zgodą sędziego, a w braku jego zgody, tylko na podstawie orzeczenia sądu i tylko w przypadkach określonych w ustawie, chyba że nastąpią zmiany ustroju sądów lub zmiany granic okręgów sądowych (art. 180 ust. 2 i 5 Konstytucji RP). Zasada ta jest skonkretyzowana np. w art. 75-78a Prawa o ustroju sądów powszechnych.

### Immunitet sędziowski
Zgodnie z art. 181 Konstytucji RP, sędzia nie może być, bez uprzedniej zgody sądu dyscyplinarnego określonego w ustawie, pociągnięty do odpowiedzialności karnej ani pozbawiony wolności.
Sędzia nie może być zatrzymany lub aresztowany, z wyjątkiem ujęcia go na gorącym uczynku przestępstwa, jeżeli jego zatrzymanie jest niezbędne do zapewnienia prawidłowego toku postępowania (czyli w celu np. ustalenia tożsamości, zdjęcia odcisków palców, zbadania trzeźwości). O zatrzymaniu niezwłocznie powiadamia się prezesa właściwego miejscowo sądu, który może nakazać natychmiastowe zwolnienie zatrzymanego.
W stosunku do przestępstw jest to więc tzw. immunitet formalny, czyli uniemożliwiający pociągnięcie sędziego do odpowiedzialności bez zgody sądu dyscyplinarnego.
W odniesieniu do wykroczeń sędzia sądu powszechnego posiada immunitet materialny, czyli uchylający karalność za wykroczenie. Zgodnie bowiem z art. 81 Prawa o ustroju sądów powszechnych za wykroczenia sędzia odpowiada wyłącznie dyscyplinarnie. Przepis ten stosuje się także do sędziów wojewódzkich sądów administracyjnych (art. 29 Prawa o ustroju sądów administracyjnych). W związku z tym, odmowa przyjęcia mandatu jest obowiązkiem sędziego, a niewykonanie tego obowiązku może oznaczać chęć uniknięcia odpowiedzialności dyscyplinarnej za dane wykroczenie, przez co samo w sobie jest przewinieniem dyscyplinarnym. Jednakże art. 81 § 3 Prawa o ustroju sądów powszechnych przewiduje wyjątek w przypadku ukarania mandatem karnym za wykroczenie przeciwko bezpieczeństwu i porządkowi w komunikacji. Przyjęcie mandatu gotówkowego lub uiszczenie grzywny nałożonej mandatem zaocznym jest równoznaczne z wyrażeniem zgody na pociągnięcie do odpowiedzialności za wykroczenie.
Immunitet i nietykalność gwarantują, iż sędzia będzie wolny od nacisków i szykan oraz szantażu i prowokacji, w szczególności pochodzących od osób niezadowolonych z jego rozstrzygnięć.

### Zakaz określonej działalności publicznej
Sędzia nie może należeć do partii politycznej, związku zawodowego ani prowadzić działalności publicznej nie dającej się pogodzić z zasadami niezależności sądów i niezawisłości sędziów (art. 178 ust. 3 Konstytucji RP).

### Zakaz dodatkowego zatrudnienia
Zgodnie z art. 86 § 1 i 2 Prawa o ustroju sądów powszechnych (w związku z art. 29 Prawa o ustroju sądów administracyjnych i art. 70 § 1 Prawa o ustroju sądów wojskowych) oraz art. 44 § 1 ustawy o Sądzie Najwyższym (w związku z art. 49 Prawa o ustroju sądów administracyjnych), sędzia nie może podejmować dodatkowego zatrudnienia, ani innego zajęcia (również nieodpłatnego) bądź sposobu zarobkowania, które przeszkadzałoby w pełnieniu obowiązków sędziego, mogło osłabiać zaufanie do jego bezstronności lub przynieść ujmę godności urzędu sędziego. Ta zasada nie dotyczy stanowisk naukowych i dydaktycznych oraz zajęć, które nie będą przeszkadzać w pełnieniu funkcji sędziego. O zamiarze podjęcia takiego zatrudnienia sędzia powiadamia prezesa właściwego sądu, który może się temu sprzeciwić. Na wniosek sędziego sprawę rozstrzyga ostatecznie kolegium właściwego sądu.
Sędzia nie może być członkiem zarządu, rady nadzorczej lub komisji rewizyjnej spółki prawa handlowego, członkiem zarządu, rady nadzorczej lub komisji rewizyjnej spółdzielni, być członkiem zarządu fundacji prowadzącej działalność gospodarczą. Nie może też prowadzić działalności gospodarczej, czy to sam, czy wspólnie z innymi osobami, ani zarządzać taką działalnością, lub być przedstawicielem przedsiębiorcy. Sędziemu nie wolno również posiadać w spółce prawa handlowego więcej niż 10% akcji lub udziały przedstawiające więcej niż 10% kapitału zakładowego.
W związku z tymi ograniczeniami Konstytucja RP gwarantuje sędziom warunki pracy oraz wynagrodzenie odpowiadające godności urzędu oraz zakresowi ich obowiązków (art. 178 ust. 2).